# برج پیل

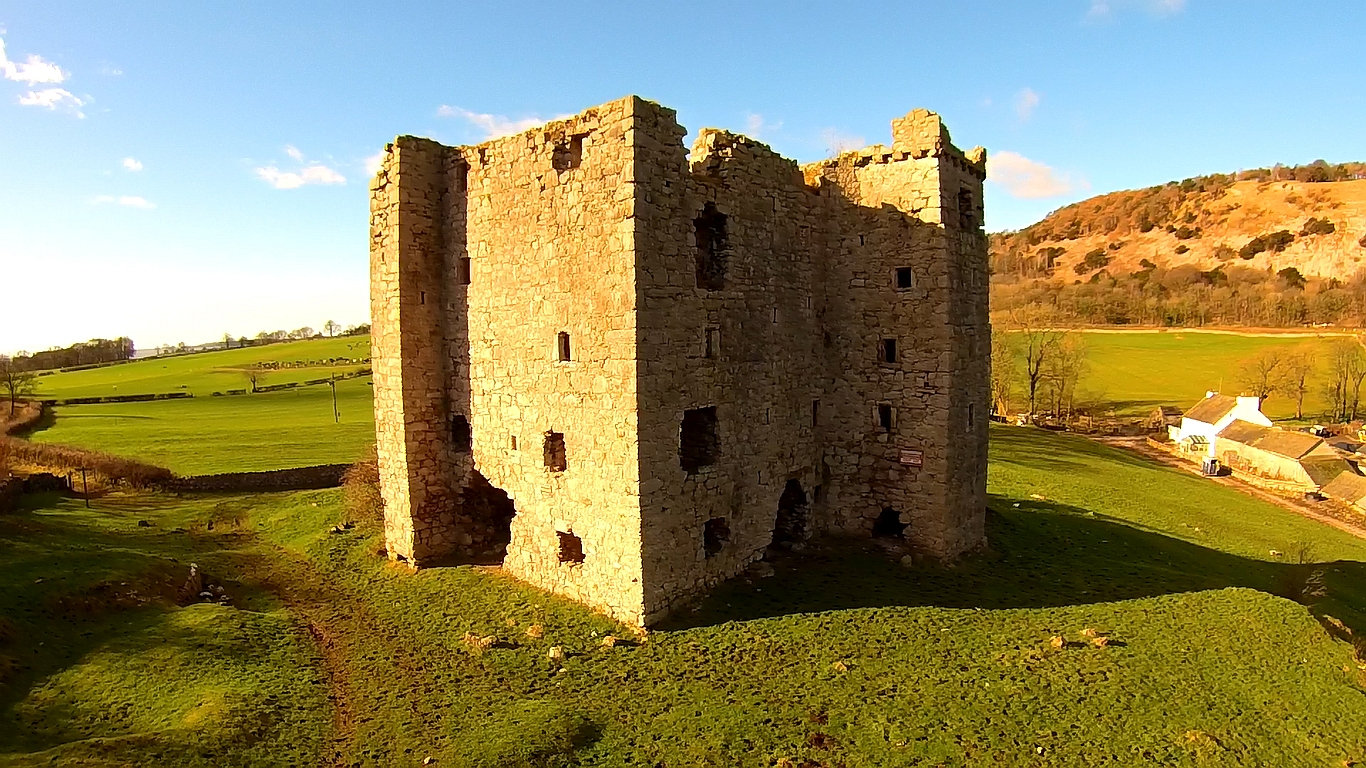
برج ارنساید ساخته شده در اواخر قرون وسطی

برج پیل (انگلیسی: Peel tower) یا برج پله (pele) برجک دفاعی یا خانه برجی کوچکی است که در دو طرف مرزهای انگلستان شمالی و اسکاتلند از اواسط میانهٔ قرن چهاردهم تا حدود سال ۱۶۰۰ میلادی ساخته می‌شد. قابلیت دفاع در برابر تهاجمات نظامی از مهمترین خواص طراحی برج‌های پیل بود.
از این برج‌ها همچنین به عنوان برج دیدبانی و برای فرستادن پیام با آتش برای هشدار در هنگام خطر استفاده می‌شد.
پیل یا بارمکن یا بان حصاری بود که در هنگام تهاجم نظامی احشام را در آن نگهداری می‌کردند. برج معمولاً در یکی از گوشه‌های پیل ساخته می‌شد.